# Ali (Schweizer Rapper)
Ali (* 1992 in Chur als Ali Haydar Cetin) ist ein Schweizer Rapper. Mit seinem Album Erol erreichte er 2017 die Top 5 der Schweizer Hitparade.

## Leben
Cetin wuchs bei seiner alleinerziehenden Mutter auf und entwickelte schon in jungen Jahren ein Interesse für Rapmusik. Seine ersten Erfahrungen sammelte er in der regionalen Hip-Hop-Szene. Mit seiner 2013 erschienenen Debüt-EP Gokus letschti Willa wurde er national erstmals bekannt.
2015 konnte der Produzent und Rapper Sad Ali für ein Kollabo-Projekt mit dem Luzerner Rapper LCone gewinnen. Das Album Inoue, das aus der Zusammenarbeit der drei Künstler entstand, erreichte Platz 10 der Charts.
2017 veröffentlichte Cetin sein Debütalbum Erol, mit dem er Platz 5 der Schweizer Albumcharts erreichte. Im Zuge dessen spielte er auf mehreren grossen und kleinen Festivals in der Schweiz, unter anderem dem Frauenfeld-Festival.

## Diskografie

### Alben, EPs
- 2013: Gokus letschti Willa EP
- 2017: Erol

### Kollaboration
- 2015, L.A.S (LCone, Ali, Sad) – Inoue